# Manos: The Hands of Fate (videogioco)
Manos: The Hands of Fate è un videogioco a piattaforme sviluppato da FreakZone e pubblicato nel 2012 per iOS e Microsoft Windows. Successivamente convertito per Android, è ispirato al film horror Manos: The Hands of Fate. Il videogioco ha una grafica che ricorda i giochi per console a 8-bit, in particolare per Nintendo Entertainment System. Il titolo contiene numerosi riferimenti a Mystery Science Theater 3000. Nella versione Director's Cut è inoltre presente un livello dedicato a Plan 9 from Outer Space.